# Wyspa Żochowa
Wyspa Żochowa (ros. Oстров Жохова) – rosyjska wyspa na Morzu Wschodniosyberyjskim, w archipelagu Nowosyberyjskim, zaliczana do Wysp De Longa, położona centralnie w tej grupie.
Wyspa ma powierzchnię 77 km². Została odkryta przez ekspedycję Borysa Wilkickiego, z lat 1910–1915.